# عماد خليلي
عماد خليلي (بالسويدية: Imad Khalili) (مواليد 3 أبريل 1987) لاعب كرة قدم سويدي من أصل فلسطيني يجيد اللعب في مركز الهجوم مع شانغهاي إس آي بي جي في الدوري الصيني الممتاز.

## روابط خارجية
- عماد خليلي على موقع اتحاد السويد (السويدية)
- عماد خليلي على موقع قاعدة بيانات كرة القدم.إي يو (الإنجليزية)
- عماد خليلي على موقع Soccerway.com (الإنجليزية)